# Arezzo
Denna artikel handlar om staden Arezzo. Se också Arezzo (provins). För musikologen Arezzo, se Guido av Arezzo
Arezzo (latin: Arretium) är en stad i regionen Toscana i Italien.
Från Arezzo kom bland andra påven Julius II, Guido av Arezzo, Francesco Petrarca, Leonardo Bruni, Andrea Cesalpino, Pietro Aretino, Francesco Mochi och Giorgio Vasari.
Arezzo är belägen vid floden Castro, i en fruktbar dal som omsluts av höga berg. Staden har många praktbyggnader från 1200- och 1300-talen samt från renässansen. Särskilt må nämnas kyrkan Santa Maria delle Pieve och den gotiska katedralen S. Donatus. Många av kyrkorna är berömda för sina fresker och skulpturer. Vid Piazza grande ligger stadens präktiga köpmansloggier.
I staden finns även en romersk amfiteater, och från renässansen flera residens, såsom ätten Medicis Fortezza Medicea, ätten Petrarcas Casa del Petrarca och Vasaris Casa Vasari. Palazzo dei Priori restes 1333 och har sedan dess hyst stadens domstol.
Arezzo hette under antiken Arretium och var näst Perusia den främsta bland etruskernas 12 städer. Det var berömt för de goda vapen och de röda, omålade lerkärl (vasa arretina), som förfärdigades där. Staden slöt förbund med Rom under det etruriska kriget år 308 f.Kr. I andra puniska kriget spelade det en betydande roll och förvandlades senare till romerskt municipium.
I skydd av sina fasta stadsmurar utbildade det så småningom under medeltiden sin republikanska författning, men efter växlande öden förenades det dock slutligen med Toscana under 1500-talet genom Cosmo de' Medici.
Filmen La vita è bella av Roberto Benigni spelades in här.